# Dolutegravir

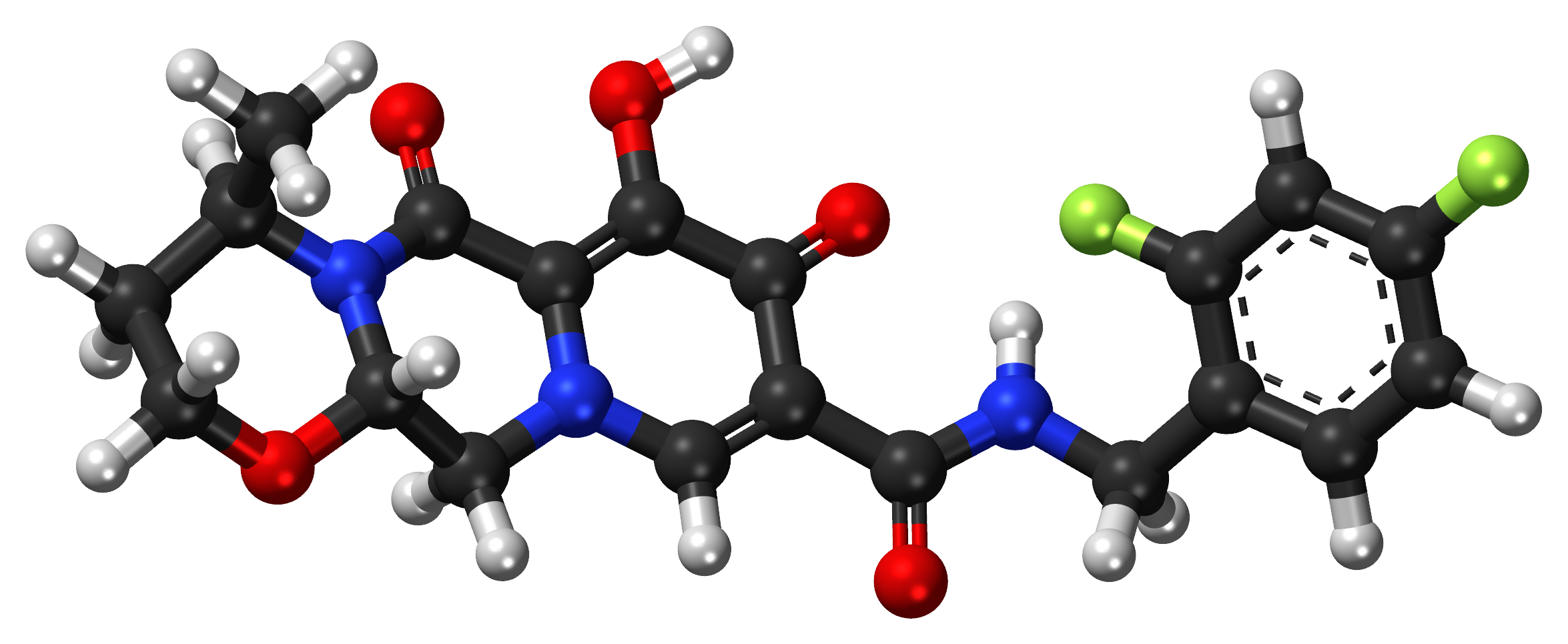
Modelo do Dolutegravir

Dolutegravir (DTG), vendido sob a marca Tivicay, é um medicamento antirretroviral usado juntamente com outros medicamentos no tratamento do HIV/AIDS. Ela também pode ser usada como parte da profilaxia pós-exposição, para prevenir a infecção pelo HIV (disponível no SUS) depois de uma potencial exposição. Ela é tomado por via oral.
Efeitos colaterais comuns incluem problemas de sono, sensação de cansaço, diarreia, açúcar elevado no sangue, e dor de cabeça. Graves efeitos colaterais incluem reacções alérgicas e problemas de fígado. Não está claro se o uso durante a gravidez ou a amamentação é segura. Dolutegravir é um inibidor de integrase, o que é necessário para a replicação viral.
Dolutegravir foi aprovado para uso médico nos Estados Unidos em 2013. Faz parte da Lista de Medicamentos Essenciais da Organização Mundial de Saúde, uma lista dos mais eficazes e seguros medicamentos que são necessários em um sistema de saúde. Em 2015, o custo da medicação no Reino Unido foi de 499.00 libras por mês. Abacavir/dolutegravir/lamivudina, uma combinação com abacavir e lamivudina também está disponível.